# Desa Krandon (administrativ by i Indonesien, lat -7,00, long 109,53)
Desa Krandon är en administrativ by i Indonesien.   Den ligger i provinsen Jawa Tengah, i den västra delen av landet, 300 km öster om huvudstaden Jakarta.